# Donnez
Donnez är ett dansband från Perstorp i Skåne som bildades år 2000. Bandet består idag av bandets kapellmästare Donald "Donne" Laitila på sång, klaviatur och dragspel, Andy Ekenmo på sång och trummor, Albin Fredriksson på saxofon och gitarr, Fredrik Trängbjörk på saxofon och gitarr och Martin Lindberg på bas.

## Tidiga år
Bandet startade som en trio med Donald Laitila, Cesar Gonzalez på trummor och Andreas Olson på gitarr och bas. Från och med augusti 2000 blev bandet en kvartett då Pontus Björk anslöts till gruppen. På restaurang Flamingo i Perstorp spelade Donnez ett flertal gånger i sin tidiga karriär och på så sätt kunde bandet få scenvana och en chans att utvecklas. Andra spelningar som förekom var diverse födelsedagsfester, julbord och arrangemang utanför de stora scenerna. Sommartid kunde bandet ses på den så kallade Vårfesten i Perstorp. Även Örkelljungadagarna var tidiga med att anlita Donnez för dansunderhållningen. Vid dessa tillfällen framfördes även en del coverlåtar av bland andra Status Quo och Joddla med Siv. Efterhand blev Donnez alltmer anlitade och började så småningom spela på olika danslokaler. 

## Från deltid till heltid
Donnez började 2007 att spela frekvent på dansställen som Tingvalla i Åstorp och Granbacken i Löberöd. Ryktet om Donnez nådde bokningsbolaget Nöjeskällan som stämde möte med bandet för att diskutera eventuellt samarbete. Vid denna tid bestod bandet av Stefan Ohlson på gitarr och sång, Peter Nilsson på gitarr och sång, Pontus Björk på bas och Alexander Jonasson på trummor. Nöjeskällan och Donnez ingick kontrakt och bandets bokare blev Mikael Wängkvist. I och med detta samarbetsavtal ökade antalet bokningar och att bandet skulle spela på heltid började bli ett faktum. Spelningarna utökades till Finlandsfärjor och ett flertal dansställen runt Kalmar och Blekinge. Stockholmsregionen och sydöstra Sverige stod för en hel del av Donnez bokningar och besöksantalet på spelningarna ökade.
I och med denna omställning fick engagemanget i bandet ta allt större plats för medlemmarna och flera av dessa ställdes inför frågan om att släppa sina arbeten för att spela på heltid. Peter Nilsson valde att satsa på sitt dåvarande arbete och Andreas Åkesson släpptes in för att fylla upp rollen som gitarrist. Dansställen som ingick i turnéerna var bland andra Sjötofta Fritid, Parken Hedemora och Brunnen i Örebro. En milstolpe för bandet var spelningen på Dansveckan i Malung 2009 då de fick spela för festivalbesökare från hela Sverige. Dansgolvet var fullt hela kvällen då bandet spelade och ledde till att allt fler arrangörer och dansare bokade bandet.

## Donnez som turnerande band
Donnez har haft ett flertal bussar genom åren, men det fordon som kanske blev allmänt känt för den bredare publiken var en Volvo Van Hool -83 som var vitlackerad med Donnezdekor. Detta var det första turnéfordon Donnez hade för att turnera i hela landet. Då turnerandet drog igång på allvar våren 2010 hade trummisen Alexander Jonasson ersatts av Christoffer Olofsson. Jonasson och Andreas hade varit klasskamrater på gymnasiet. Nu hade bandet över 200 spelningar på ett år. Många veckor per år tillbringades på olika fartyg som trafikerade Stockholm/Norrtälje - Åland och Oslo - Fredrikshamn. År 2011 införskaffades en annan buss som var modernare och medgav större komfort på resorna. Samma år valde Björk och Andreas att kliva åt sidan och ersattes av Andreas Olson (som var med och grundade bandet) och Carl-Johan Stifors. Stefan Ohlson hade tidigare valt att sluta för att satsa på sitt arbete, men ersattes inte av en musiker utan av olika chaufförer togs in som avlastade arbetsbördan med att köra bussen och hjälpa till vid upp- och nedpackning. 

## Donnez i media
Under åren har bandet synts i TV-rutan vid ett flertal gånger. Första framträdandet i TV var då utbildningsradion gjorde ett inslag om ung kultur där Donnez representerade några ungdomar som spelade dansband. De har även medverkat i Körslaget på TV4 där de agerade coacher åt Ola Svensson i hans tolkning av "Leende guldbruna ögon". Inspelningen skedde vid Törringelund utanför Svedala. År 2010 medverkade de i Dansbandskampen som sändes på SVT1.
I första avsnittet tävlade de med låten I Gotta Feeling av The Black Eyed Peas och i andra avsnittet med låten Kom ihåg mig av Lars Winnerbäck. Donnez har vid ett flertal gånger spelats i radio och har bland annat medverkat i Tomas Deutgens P4 Dans. Laitila har också vid ett flertal tillfällen blivit intervjuad av olika radiostationer. 2013 syntes Donnez i TV-programmet "Allt för Sverige", där Svensk-Amerikanska ättlingar besöker Sverige för att veta mer om sina rötter. Programmet sändes i SVT1.
Den 1 april 2023 medverkade bandet i spel-TV-programmet Bingolotto i kanal Sjuan.

## Egna produktioner
Tidigt i karriären släppte Donnez två singlar och en full-CD på Skåneton. Dessa var producerade av Magnus Persson som var känd från till exempel Berth Idoffs och Helene och gänget. Fler skivor släpptes där Donnez samarbetade med olika skivbolag. Efter Dansbandskampen var Donnez kontrakterade med Sony music och inspelningarna gjordes då i Dals-Rostock med Anders Larsson (Streaplers) som producent. Idag äger Laitila Railway studios i Perstorp där bandet spelar in och producerar sina skivor i samarbete med Magnus Persson. Senaste plattan är släppt på skivbolaget Neptun.
Till följd av restriktioner införda under coronapandemin så producerade och sände Donnez livestreams från sin inspelningsstudio en gång i veckan. Deras konserter i detta format har fått över två miljoner visningar.

## Diskografi
Album:
- De é du (2009)
- Om du kommer tillbaka (2010)
- Den enda sommaren (2011)
- Om du vill åka med (2013)
- Allt ljus på oss (2014)
- Vem tänker på tomten (2014)
- Stora starka män (2015)
- Många Långa Mil (2016)
- Akta dej för svärmor (2017)
- Grabben Från Landet (2018)
- Live (2019)
- Med Stora Steg (2019)
- Med värme och iskall champagne (2020)
- Alla Dar I Veckan (2021)
- Bucket List (2022)
- Skön Style (2023)
- Hole in one (2024)
- 25 år på vägarna (2025)

Singlar:
- Acapulco (2012)
- Goodbye - jag drar (2016)
- Akta dig för svärmor (2017)
- En äkta countrygirl (2017)
- Hem igen / Bättre fria än att döma (2017)
- Samma väg, samma tysta jag (2018)
- Grabben från landet (2018)
- Du kan ta vad du vill / Längtar Tillbaka (2018)
- Regnfyllda gator (2019)
- Innan sista tåget går / Det var på tiden (2019)
- Med värme och iskall champagne (2019)
- En Tiger I Sängen (2020)
- I Min Röda Ferrari / Jennifer (2020)
- Alla Dar I Veckan / Nu Och För Alltid (2020)
- Namn I Ringar Av Guld (2020)
- Hennes Vita Spets-Bh (2021)
- Vill du ha mig / Saknar dig innan du går (2021)
- Restaurang Caré (2021)
- Det Är Dags Att Vända Blad (2021)
- Baila Conmigo (2021)
- I Min Gröna John Deere (2022)
- Iko Iko (2022)
- Du Skulle Bara Våga / Vill Bara Glömma (2022)
- Sänder Ett Julkort (2022)
- Skön Style / Att Skiljas Är Att Dö En Smula (2022)
- Golvets Kung / Du Är Kärleken För Mig (2023)
- Cheva 52/ Amanda (2023)
- Kör På/Jag Fäller Tårar För Dig (2023)
- I Dina Drömmar/Där I En Fotoram (2023)
- Nämen Nä, Har Gröna Fläckar På Mitt Knä/Du Tog Mitt Hjärta (2023)

### Fotnoter
1. ↑  www.svt.se om Donnez i Dansbandskampen Arkiverad 27 oktober 2010 hämtat från the Wayback Machine.
2. ↑  ”Donnez gör digital dansbandssuccé – Har nått två miljoner visningar”. SVT Nyheter. 9 april 2021. https://www.svt.se/kultur/donnes-gjorde-digital-dansbandssucce. Läst 10 juli 2021.